# Доводы рассудка (телесериал, 1971)
«До́воды рассу́дка» (англ. Persuasion) — вторая телевизионная постановка романа «Доводы рассудка» английской писательницы Джейн Остин.

## Сюжет
Главная героиня фильма, Энн Эллиот — средняя дочь овдовевшего баронета, сэра Уолтера. В отличие от своего отца и сестёр, девушка скромна, разумна и застенчива. Семья находится в затруднительном финансовом положении, так как сэр Уолтер тратит больше, чем предполагает его доход. Энн, леди Расселл и поверенный Шеперд пытаются уговорить мистера Эллиота уменьшить расходы и сдать дом в аренду. Поначалу глава поместья и его старшая дочь, Элизабет, отклоняют эту мысль, ведь это бросает тень на их фамилию, но в конце концов соглашаются с доводами. Эллиоты освобождают Келлинч-холл и направлются в Бат, говоря знакомым, будто едут поправлять здоровье. Энн же едет погостить к другой сестре, Мэри, и всему огромному семейству Масгроу.
Семейное имение арендует некий адмирал Крофт с супругой Софией. Оказывается, Энн знает миссис Крофт — она сестра капитана Уэнтуорта, с которым в прошлом Энн была помолвлена. Восемь лет назад, по настоянию леди Расселл, юная Энн расторгла помолвку. Почтенной даме не нравилось отсутствие связей и состояния у молодого человека. Больше влюблённые не виделись и не поддерживали связь.
Уэнтуорт пошёл служить в Королевский военно-морской флот Великобритании, нажил состояние, стал завидной и выгодной партией и теперь возвращается в Сомерсет, чтобы найти невесту.
Чарльз Масгроу, нынешний супруг Мэри, когда-то тоже просил руки Энн, но девушка отказала, ведь в ней ещё теплились чувства к Фредерику. Таким образом, Чарльз женился на младшей и эгоистичной Мэри. С тех пор Масгроу обзавелись двумя мальчиками, к которым Мэри не очень внимательна.
Уэнтуорт навещает семейство Масгроу. Те, в свою очередь, предполагают кому из сестёр Чарльза, Генриетте или Луизе, капитан отдаст предпочтение. Генриетта связана нежным чувством с кузеном Чарльзом Хейтером, будущим священником. Однако, с появлением капитана, бедный кузен Чарльз почти полностью забыт.
Все ожидают скорого сватовства Фредерика к Луизе.
Неожиданно Уэнтуорт вспоминает, что должен навестить своего друга Харвилла, живущего в приморском городке Лайме. Луиза уговаривает всех (Чарльза, Мэри, Энн, Генриетту и капитана Уэнтуорта) собраться в путь.
Во время прогулки по городу, расшалившись, Луиза безрассудно прыгает с высокой стены прямо на камни. Девушка без сознания. Энн берёт на себя всю ответственность и умело руководит ситуацией,пока остальные ещё не пришли в себя. По словам доктора, Луиза несильно повредила голову.
Мэри остаётся присматривать за Луизой в доме Харвилла. Энн и Фредерик отправляются сообщить неприятную весть мистеру и миссис Масгроу.
Энн воссоединяется с семьёй в Бате. Кузен Уильям начинает проявлять к ней интерес. Такое поведение молодого человека радует леди Расселл, как и сестру с отцом.
Здесь же Энн снова встречает капитана Харвилла. Между ними завязывается глубокая дискуссия о том, кто более постоянен в своих чувствах, мужчины или женщины. Капитан Уэнтуорт слышит их беседу и поражается словам Энн.
Уезжая из отеля, Уэнтуорт пишет письмо, в котором повторно просит руку и сердце Энн. Он оставляет записку, будучи уверенным, что Энн заметила послание.
Сериал завершается сценой, где пара принимает поздравления со свадьбой, в то время как кузен Уильям тайно сбегает с миссис Клей.

## В ролях
- Энн Фирбенк — Энн Эллиот
- Брайан Маршалл — капитан Фредерик Уэнтуорт
- Джорджина Андерсон — София Крофт
- Ричард Вернон — адмирал Крофт
- Мариан Спенсер — леди Расселл
- Бэзил Дигнам[англ.] — сэр Уолтер Эллиот
- Шарлотта Митчелл — миссис Клей
- Дэвид Савиль — Уильям Эллиот
- Валери Джирон — Элизабет Эллиот
- Мораг Худ — Мэри Масгроу
- Роуленд Дэвис — Чарльз Масгроу
- Уильям Кендалл — мистер Масгроу
- Ноэль Дайсон — миссис Масгроу
- Зивила Роше — Луиза Масгроу
- Мел Мартин — Генриетта Масгроу
- Майкл Калвер — капитан Харвилл
- Эрнест Хэа — полковник Уоллис
- Полли Мёрч — миссис Смит
- Беатрикс Маккей — леди Далримпл
- Габриэль Дэй — сиделка Рурк